# Andrzej Nowak (koszykarz)
Andrzej Nowak (ur. 9 lutego 1946) – polski koszykarz, występujący na pozycji środkowego, reprezentant Polski, medalista mistrzostw Polski, po zakończeniu kariery zawodniczej – trener koszykarski.
Przez osiem sezonów plasował się w dziesiątce najlepszych strzelców ligi. Na najwyższej w karierze, trzeciej pozycji, znalazł się w 1969, 1971 i 1972.

## Osiągnięcia

### Zawodnicze
- Srebrny medalista mistrzostw Polski (1976)
- Brązowy medalista mistrzostw Polski (1972)
- Zdobywca pucharu Polski (1969, 1975)
- Finalista pucharu Polski (1976)

### Reprezentacja
- Uczestnik mistrzostw Europy U–18 (1964 – 6. miejsce)

Trenerskie
- Brązowy medalista mistrzostw Polski (2000)
- Zdobywca pucharu Polski (2000)
- Awans do najwyższej klasy rozgrywkowej z Polonią Warszawa (1986, 1991)